# Oxalsäureester

Struktur von Oxalsäurediethylester

Oxalsäureester sind Ester mit der allgemeinen Formel R1O–CO–CO–OR2, wobei R Alkyl- oder Arylreste sind. Oftmals werden sie in Kurzform, wie die Salze, als Oxalate bezeichnet.
Die neutral reagierenden, zweifachen Ester werden als Lösungsmittel verwendet. Wichtige Ester aus dieser Stoffgruppe sind Oxalsäuredimethylester und Oxalsäurediethylester, die man leicht durch Destillieren der entsprechenden Alkohole mit Oxalsäure erhält. Saure Ester mit nur einem organischen Rest sind nicht stabil, können aber als stabile Salze vorliegen.